# (9213) 1995 UX5
1995 يو أكس 5 (ويعرف أيضًا باسم (9213) 1995 يو أكس 5 وفق تسمية الكوكب الصغير) (بالإنجليزية: 1995 UX5)‏ هو كويكب ضمن حزام الكويكبات؛ وترتيبه 9213 من حيث الاكتشاف.
اكتُشف هذا الجُرم الفلكي بواسطة سيجي أويدا في 21 أكتوبر 1995.

## وصلات خارجية
- (9213) 1995 UX5 في قاعدة بيانات مختبر الدفع النفاث لأجرام النظام الشمسي الصغيرة

- الاكتشاف · مخطط المدار ·  العناصر المدارية · المعلمات المادية

- (9213) 1995 UX5 على موقع ويكي سكاي: DSS2, SDSS, GALEX, IRAS, Hydrogen α, X-Ray, Astrophoto, Sky Map, Articles and images